# Without the One You Love (Life's Not Worthwhile)
"Without the One You Love (Life's Not Worthwhile)" is een single van de Amerikaanse soulgroep The Four Tops. Net als zijn voorganger, "Baby I Need Your Loving", is het nummer afkomstig van het eerste album van de groep, "Four Tops". Ook werd "Without the One You Love (Life's Not Worthwhile)" weer geschreven door Holland-Dozier-Holland, het songwriterstrio wat ook "Baby I Need Your Loving" had bedacht en geschreven.
De tekst van het nummer, geschreven door Eddie Holland, is vergelijkbaar met die van "Baby I Need Your Loving". Net als bij dat nummer gaat de tekst van "Without the One You Love (Life's Not Worthwhile)" erover dat de verteller, leadzanger Levi Stubbs in dit geval, zijn geliefde nodig heeft en dat zijn leven niks waard is zonder haar. Ondanks dat de teksten van de twee nummers veel van elkaar weg hebben was "Baby I Need Your Loving" een veel grotere hit dan het nummer hier in kwestie. "Without the One You Love (Life's Not Worthwhile)" wist in tegenstelling tot zijn voorganger niet de top 40 te bereiken. Het nummer bleef namelijk steken op de #43 notering.
The Four Tops namen "Without the One You Love (Life's Not Worthwhile)" overigens niet alleen in 1964 op, het jaar dat het nummer als single uitgebracht werd. Zes jaar later, in 1970, namen ze het nummer opnieuw op, dit keer samen met een andere Motown groep, The Supremes. Alhoewel dit nummer niet als single uitgebracht werd, verscheen het wel op hun eerste gezamenlijke album, "The Magnificent 7", eveneens afkomstig uit 1970.

## Bezetting
- Lead: Levi Stubbs
- Achtergrond: Renaldo "Obie" Benson, Abdul "Duke" Fakir, Lawrence Payton en The Andantes
- Instrumentatie: The Funk Brothers
- Schrijvers: Holland-Dozier-Holland
- Productie: Brian Holland en Lamont Dozier